# Château de Saint-Hilaire (Curemonte)
Pour les articles homonymes, voir Château Saint-Hilaire.
Le château de Saint-Hilaire est un château français du XIIIe siècle du  situé dans la commune de Curemonte en Corrèze, dans le Limousin.

## Description
Le château de Saint-Hilaire fait partie d'une coseigneurie rassemblant deux châteaux dans la même enceinte. Saint-Hilaire est au centre tandis que le château des Plas se situe près de l'entrée. On peut également les distinguer par leur tours : celles de Saint-Hilaire sont rondes tandis que celles du Plas sont carrées.
Le château de Saint-Hilaire est construit selon un plan rectangulaire renforcé de trois tours couronnées de mâchicoulis et couvertes de tuiles plates.

## Historique
Les premiers propriétaires du château sont la famille de Saint-Hilaire. Le domaine sur lequel le château a été construit leur vient des Curmonte. En 1305, il est d'ailleurs fait état de l'hommage au vicomte de Turenne par un Gérald de Saint-Hilaire pour tous ses biens dans la paroisse de Lostanges. 
Il passa ensuite à la famille Aymard de Lostanges. Sur une tour qui date du XVe siècle se distingue le lion des Lostanges. 
Au XVIe siècle, la demeure passa à Gabriel de Cardaillac (mariage de Anne de Plas). La famille de Cardaillac était originaire du Quercy et du Rouergue.[citation nécessaire]
Au XXe siècle le château est acquis par Colette de Jouvenel, fille de Colette et de Henry de Jouvenel.

## Personnalités liées au château de Saint-Hilaire
- Colette[2]